# Zmarli w październiku 2013

## Październik 2013
- 31 października
  - Chris Chase – amerykańska aktorka, modelka i dziennikarka[1]
  - Johnny Kucks – amerykański baseballista[2]
  - Jerzy Kusiak − polski polityk, przew. Komitetu Drobnej Wytwórczości (1970-72), minister gospodarki terenowej i ochrony środowiska (1972–1975)
  - Henryk Markiewicz – polski teoretyk i historyk literatury[3]
  - Bobby Parker – amerykański gitarzysta blues rockowy[4]
  - Janina Słomińska – polska socjolog religii, działaczka katolicka[5]
  - Gérard de Villiers – francuski pisarz[6]
- 30 października
  - Pete Haycock – angielski gitarzysta rockowy, wokalista, kompozytor, muzyk grupy Climax Blues Band[7]
  - Michael Palmer – amerykański pisarz[8]
  - Anca Petrescu – rumuńska architekt, polityk[9]
  - Frank Wess – amerykański saksofonista jazzowy i flecista[10]
- 29 października
  - Allal Ben Kassou – marokański piłkarz[11]
  - Graham Stark – brytyjski aktor[12]
- 28 października
  - Peter Liu Guandong – chiński biskup katolicki[13]
  - Tadeusz Mazowiecki – polski polityk i publicysta, premier Polski w latach 1989–1991[14]
  - Ike Skelton – amerykański polityk, członek Partii Demokratycznej[15]
  - Andrzej Witold Sowa – polski elektrotechnik[16]
- 27 października
  - Milutin Baltić – jugosłowiański polityk, partyzant podczas II wojny światowej, przewodniczący Prezydencji (prezydent) Socjalistycznej Republiki Chorwacji (1984–1985)[17]
  - Aldo Barbero – argentyński aktor[18]
  - Vinko Coce – chorwacki śpiewak operowy (tenor)[19]
  - Noel Michael Davern – irlandzki polityk, parlamentarzysta krajowy i europejski, minister edukacji (1991–1992)[20]
  - Leonard Herzenberg – amerykański immunolog, genetyk, profesor na Stanford University[21]
  - Luigi Magni – włoski reżyser filmowy[22]
  - Lech Nowak – polski inżynier ochrony środowiska[23]
  - Lou Reed – amerykański muzyk rockowy, założyciel grupy The Velvet Underground[24][25]
- 26 października
  - Irena Kluk-Drozdowska – polska muzyk i pedagog[26]
- 25 października
  - Arthur Danto – amerykański filozof[27]
  - Nigel Davenport – brytyjski aktor[28]
  - Wiktor Kubiak – polski biznesmen, manager muzyczny, osoba powiązana z komunistycznymi służbami specjalnymi[29]
  - Hal Needham – amerykański reżyser filmowy, kaskader[30]
  - Amparo Soler Leal – hiszpańska aktorka[31]
  - Bill Sharman – amerykański koszykarz[32]
  - Marcia Wallace – amerykańska aktorka komediowa[33]
  - Julian Żołnierkiewicz – polski duchowny katolicki, kapelan Solidarności[34]
- 24 października
  - Antonia Bird – brytyjska reżyser filmowa[35]
  - Czesław Cierniewski – polski profesor biochemii, członek rzeczywisty Polskiej Akademii Nauk[36][37]
  - Manna Dey – indyjski piosenkarz[38]
  - Wacław Dominik – polski prawnik, działacz społeczny, publicysta i dziennikarz[39]
  - Manolo Escobar – hiszpański piosenkarz[40]
  - Jan Ryszard Kutek – polski geolog[41]
  - Ana Bertha Lepe – meksykańska aktorka, modelka[42]
  - Joseph McPartlin – szkocki rugbysta, reprezentant kraju, sędzia i działacz sportowy, nauczyciel[43]
  - Sebastian Münch – aktor teatru muzycznego w Gdyni[44]
  - Augusto Odone – włoski ekonomista, wynalazca oleju Lorenza[45]
  - Henry Taylor – brytyjski kierowca wyścigowy[46]
- 23 października
  - Ene-Lille Kitsing, estońska koszykarka[47]
  - Anthony Caro – brytyjski rzeźbiarz[48]
  - Andrzej Makowski – polski geodeta i kartograf[49]
  - Gypie Mayo – angielski gitarzysta rockowy i autor piosenek[50]
  - Stanisław Strzyżewski – polski specjalista w zakresie teorii i metodyki wychowania fizycznego[51]
  - Wojciech Szkiela – polski dziennikarz sportowy, działacz kolarski[52]
- 22 października
  - William Harrison – amerykański powieściopisarz, autor opowiadań i scenarzysta[53]
  - Zdzisław Orzechowski – specjalista w dziedzinie rozpylania cieczy, profesor w Instytucie Maszyn Przepływowych Politechniki Łódzkiej[54][55]
  - Piotr Wala – polski skoczek narciarski, olimpijczyk[56]
- 21 października
  - Gianni Ferrio – włoski kompozytor i dyrygent[57]
  - Piotr Orawski – polski dziennikarz radiowy, muzykolog, pedagog, autor książek o muzyce[58]
  - Bohdan Przywarski – polski koszykarz, olimpijczyk (1960)[59]
  - Jackie Rea – północnoirlandzki snookerzysta[60]
- 20 października
  - Jovanka Broz – podpułkownik Jugosłowiańskiej Armii Ludowej, żona Josipa Broza Tity[61]
  - Noel Harrison – angielski piosenkarz, aktor, narciarz, olimpijczyk[62]
  - Lawrence Klein – amerykański ekonomista, laureat Nagrody Nobla[63]
  - Imre Nagy – węgierski pięcioboista nowoczesny[64]
- 19 października
  - Georges Descrières – francuski aktor[65]
  - Ronald Shannon Jackson – amerykański perkusista jazzowy[66]
- 18 października
  - Janusz Zygmunt Beer – amerykański biolog, fizyk i matematyk polskiego pochodzenia[67]
  - Irena Bieniek-Kotela – polska architekt i urbanistka[68]
  - Felix Dexter – brytyjski aktor komediowy[69]
  - Tom Foley – amerykański polityk, demokrata[70]
  - Andrzej Iskra – polski samorządowiec i menedżer, burmistrz Staszowa (2006–2010)[71]
  - Roland Janes – amerykański gitarzysta rockabilly, producent muzyczny[72]
  - Janina Katz – polska pisarka żydowskiego pochodzenia, pisząca głównie po duńsku, tłumaczka polskiej literatury na język duński[73]
  - Mikołaj Łabowski – polski fizyk[74]
  - Alexander James Quinn – amerykański biskup katolicki[75]
  - Allan Stanley – kanadyjski hokeista[76]
  - Bill Young – amerykański polityk, republikanin[77]
- 17 października
  - Janina Dziukowa – polska radiolog[78]
  - Terry Fogerty – angielski rugbysta[79]
  - Rene Simpson – kanadyjska tenisistka[80]
- 16 października
  - Albert Bourlon – francuski kolarz[81]
  - Ed Lauter – amerykański aktor[82]
  - Małgorzata Wróblewska – polska biolog[83]
- 15 października
  - Sean Edwards – monakijski kierowca wyścigowy startujący z brytyjską licencją[84]
  - Jerzy Gaczek – polski pianista, kompozytor, dyrygent i pedagog[85]
  - Eugène Lecrosnier – francuski biskup katolicki[86]
  - Gloria Lynne – amerykańska piosenkarka jazzowa[87]
  - Wojciech Ostachowski – polski działacz ruchu ludowego, w czasie II wojny światowej żołnierz Batalionów Chłopskich i Armii Krajowej, major WP[88]
  - Hans Riegel – niemiecki przedsiębiorca, prezes firmy Haribo[89]
  - Olga Zienkiewicz – polska tłumaczka i animatorka działań kulturalnych na rzecz popularyzacji spuścizny kultury żydowskiej w Polsce[90]
- 14 października
  - José Borrello – argentyński piłkarz[91]
  - James Daly – amerykański biskup katolicki[92]
  - Bruno Metsu – francuski piłkarz i trener piłkarski[93]
  - Włodzimierz Waliszewski – polski matematyk[67]
- 13 października
  - Olga Arosiewa – rosyjska aktorka[94]
  - Bob Greene – amerykański pianista jazzowy[95]
  - Angela Moldovan – rumuńska piosenkarka[96]
  - Tommy Whittle – angielski saksofonista jazzowy[97]
- 12 października
  - Maria Adamczyk – polska filolog[98]
  - Władysław Cywiński – polski taternik, przewodnik tatrzański, alpinista, inżynier elektronik[99]
  - Glen Dell – południowoafrykański pilot akrobata[100]
  - George Herbig – amerykański astronom[101]
  - Oscar Hijuelos – amerykański pisarz[102]
  - Wojciech Krolopp – polski dyrygent, kierownik artystyczny Poznańskiego Chóru Chłopięcego[103]
  - Lesław Kropp – polski zapaśnik, olimpijczyk (1960)[104]
  - Ulf Linde – szwedzki krytyk sztuki, pisarz, dyrektor muzeum i członek Akademii Szwedzkiej[105]
- 11 października
  - Władysław Matuszkiewicz – polski botanik, fitosocjolog[106]
  - Erich Priebke – szef Gestapo w Brescii, odpowiedzialny za wykonanie egzekucji 335 Włochów w 1944[107]
  - Mariusz Roeder – polski działacz partyjny i prawnik, wicewojewoda słupski (1986–1990)[108]
  - Wadi as-Safi – libański piosenkarz i aktor[109]
  - Peter Schieder – austriacki polityk i samorządowiec, deputowany, przewodniczący Zgromadzenia Parlamentarnego Rady Europy (2002–2005)[110]
  - María de Villota – hiszpański kierowca wyścigowy[111]
- 10 października
  - Scott Carpenter – amerykański astronauta[112]
  - Stanisław Człapa – polski duchowny rzymskokatolicki, prałat, dziekan starogardzki od 1988 do 2013[113]
  - Daniel Duval – francuski aktor, reżyser i scenarzysta filmowy[114]
  - Franciszek Dzida – polski reżyser, scenarzysta i operator filmowy, plastyk[115]
  - Wojciech Froehlich – polski geograf[116]
  - Felicja Gwincińska – polska samorządowiec, działaczka społeczna, wicewojewoda bydgoski (1986–1989), przewodnicząca rady miejskiej Bydgoszczy (1998–2006)[117]
  - Jan Kuehnemund – amerykańska wokalistka i gitarzystka rockowa, liderka grupy Vixen[118]
  - Joseph Fielding McConkie – amerykański teolog i misjonarz[119]
  - Wilfried Martens – belgijski i flamandzki polityk, dziewięciokrotny premier Belgii, prezydent Europejskiej Partii Ludowej[120]
  - Kumar Pallana – hinduski aktor[121]
  - Georg Weinhold – niemiecki biskup katolicki[122]
- 9 października
  - Norma Bengell – brazylijska aktorka[123]
  - Milan Matulović – serbski szachista[124]
  - Edmund Niziurski – polski prozaik, publicysta, scenarzysta i dramaturg[125]
  - Chopper Read – australijski przestępca i pisarz powieści kryminalnych[126]
- 8 października
  - Roger Best – angielski skrzypek[127]
  - Phil Chevron – irlandzki piosenkarz, kompozytor, gitarzysta, muzyk grupy The Pogues[128]
  - José Faria – brazylijski piłkarz i trener[129]
  - Rod Grams – amerykański polityk[130]
  - Edward Mielcarzewicz – polski specjalista w zakresie inżynierii usuwania ścieków[131]
  - Andy Pafko – amerykański baseballista[132]
  - Michał Święcki – polski fizyk[133]
  - Andrzej Zbierski – polski archeolog[134]
- 7 października
  - Jorgos Amerikanos, grecki koszykarz, trener (ur. 1942)
  - Zygmunt Adamski – polski reżyser, scenarzysta i operator filmów dokumentalnych[135]
  - Patrice Chéreau – francuski reżyser, aktor i scenarzysta[136]
  - Joanna Chmielewska – polska pisarka[137]
  - Basil Dickinson – australijski lekkoatleta specjalizujący się w skoku w dal i trójskoku[138]
  - Owadia Josef – żydowski rabin ultraortodoksyjny[139]
  - Leon Kujawski – polski żużlowiec[140]
  - Zdzisław Suchoszek – polski inżynier i działacz samorządowy, prezydent Będzina (1986–1990)[141]
- 6 października
  - Leopold Matuszczak – polski aktor[142]
  - Paul Rogers – angielski aktor[143]
  - Maciej Zimiński – polski dziennikarz[144]
- 5 października
  - Eugeniusz Górski – polski filozof, historyk idei i hispanista[145]
  - Carlo Lizzani – włoski reżyser i scenarzysta filmowo-telewizyjny, aktor i producent filmowy[146]
- 4 października
  - Võ Nguyên Giáp – wietnamski generał[147]
  - Leszek Kazimierz Klajnert – polski architekt[148]
- 3 października
  - Siergiej Biełow – rosyjski koszykarz, złoty medalista letnich igrzysk olimpijskich w Monachium 1972[149]
  - Bill Eppridge – amerykański fotograf[150]
  - Wiktar Iwaszkiewicz – białoruski polityk, działacz związkowy i ekologiczny, dziennikarz[151]
  - Masae Kasai – japońska siatkarka[152]
  - Witold Molicki − polski architekt[153]
  - Władysław Rodowicz − polski publicysta, działacz katolicki, przewodniczący Prymasowskiego Komitetu Pomocy Osobom Pozbawionym Wolności i ich Rodzinom[154]
  - Ángeles Santos Torroella – hiszpańska malarka[155]
- 2 października
  - Drita Pelingu – albańska aktorka i reżyserka[156]
  - Bernard Woltmann – polski historyk kultury fizycznej[157]
- 1 października
  - Peter Broadbent – angielski piłkarz występujący podczas kariery na pozycji pomocnika[158]
  - Tom Clancy – amerykański pisarz[159]
  - Giuliano Gemma – włoski aktor[160]
  - Israel Gutman – żydowski historyk, działacz ruchu oporu w getcie warszawskim, uczestnik powstania[161]
  - Silvino Silvério Marques – portugalski generał, gubernator Wysp Zielonego Przylądka (1958–1962) i Angoli (1962–1966, 1974)[162]
  - Juan Linz – hiszpański socjolog i politog[163]
  - Stanisław Milewski – polski pisarz, varsavianista[164]